# LG Optimus G
LG Optimus G (модельний номер  — E973, також відомий для корейського ринку як LG-F180) — смартфон, що розроблений компанією LG Group, анонсований 28 серпня 2012 року. Працює під управлінням операційної системи Android 4.4.2. На основі LG Optimus G побудовано Nexus 4.

## Критика приладу
Ресурс «GSMArena»: 
LG зробило це  — поєднала разом усі хороші деталі у гарному і потужному смартфоні. І на відміну від LG Optimus 4X HD Optimus G не волочиться позаду конкурентів. LG нарешті має флагмана, яким можна пишатися.

Ресурс «Engadget»: 
Optimus G надзвичйний шматок апаратних засобів, що поєднує у собі вишуканий дизайн, чудову якість збірки і технічні характеристики. Де Optimus G трішки програє  — програмне забезпечення. Оболонка LG UI 3.0 посередня, а Ice Cream Sandwich  — те, що розчаровує на такому надзвичайному апараті.

Ресурс «CNET»: 
є багато, за що любити Optimus G, проте він не без недоліків. Його 8-мегапіксельна камера не може змагатися із камерами конкурентів, а час роботи батареї на цьому чотириядерному апараті не триває і дня. Проте, телефон виконаний надзвичайно добре у сенсі внутрішньої швидкості, швидкості передачі даних, екран красивий і ми знайшли декілька хороших речей, наприклад QSlide і NFC.
Ресурс «TheVerge» поставив смартфону оцінку 8,3.

## Огляди приладу
- Огляд LG Optimus G: Ґренд слем [Архівовано 4 грудня 2012 у Wayback Machine.] на GSMArena. - Процитовано 2 грудня 2012 (англ.)
- Огляд LG Optimus G: чотириядерна силова установка із прагненнями Nexus [Архівовано 21 грудня 2012 у Wayback Machine.] на Engadget. - Процитовано 2 грудня 2012 (англ.)
- Огляд LG Optimus G: чотириядерна силова установка, що різко падає [Архівовано 3 грудня 2012 у Wayback Machine.] на CNET. - Процитовано 2 грудня 2012 (англ.)
- Огляд LG Optimus G (AT&T і Sprint) [Архівовано 8 грудня 2012 у Wayback Machine.] на TheVerge. - Процитовано 2 грудня 2012 (англ.)

## Відео
- Офіційний огляд LG Optimus G від LG [Архівовано 22 жовтня 2012 у Wayback Machine.] розміщено на PhoneArena. - Процитовано 2 грудня 2012 (англ.)
- Огляд LG Optimus G [Архівовано 22 грудня 2012 у Wayback Machine.] від PhoneArena. - Процитовано 2 грудня 2012 (англ.)
- Огляд LG Optimus G (AT&T і Sprint) [Архівовано 21 жовтня 2012 у Wayback Machine.] від MobileTechReview. - Процитовано 2 грудня 2012 (англ.)